# Матусовский, Михаил Львович
Михаи́л Льво́вич Матусо́вский (10 [23] июля 1915 или 23 июня 1915, Луганск, Екатеринославская губерния — 16 июля 1990, Москва) — русский советский поэт, сценарист и переводчик, военный корреспондент, автор стихов ко многим известным песням. Кандидат филологических наук (1941). Лауреат Государственной премии СССР (1977).

## Биография
Родился 10 (23) июля 1915 года в Луганске в еврейской семье; его отец Лев Моисеевич Матусовский (1883—1960) был фотографом, мать — Эсфирь Михайловна Матусовская (урождённая Брукман, 1888—1952) — была домохозяйкой. Окончил в Луганске Тринадцатую среднюю трудовую школу. Своей первой учительнице Марии Семёновне Тодоровой Матусовский посвятит впоследствии стихи «Школьный вальс», ставшие популярной песней. Первое стихотворение «Велопробег» было напечатано в областной газете «Луганская правда», когда поэту не исполнилось и 12 лет.
После окончания строительного техникума в Луганске работал на заводе. В это же время начал печатать свои стихи в местных газетах и журналах.
В 1933—1934 годах учился в Донецком институте народного образования в Луганске, но вскоре бросил его и уехал в Москву.
В 1939 году окончил Московский институт философии, литературы и истории имени Н. Г. Чернышевского (МИФЛИ). Слушал лекции Н. К. Гудзия и Г. Н. Поспелова, А. А. Аникста и А. А. Исбаха, В. Ф. Асмуса и Ю. М. Соколова. В том же году стал членом СП СССР.
После окончания МИФЛИ Матусовский продолжил обучение в аспирантуре по кафедре древнерусской литературы, где под научным руководством Н. К. Гудзия подготовил кандидатскую диссертацию по теме «Очерки поэтического стиля древнерусских воинских повестей периода татарского нашествия на Русь». Однако на защиту диссертации, назначенную на 27 июня 1941 года, соискатель не явился: началась Великая Отечественная война, и он, получив удостоверение военного корреспондента, был уже на фронте. Профессор Гудзий настоял на том, чтобы защита прошла в отсутствие соискателя. Через несколько дней находившийся на фронте Матусовский получил телеграмму о присвоении ему степени кандидата филологических наук.
В годы Великой Отечественной войны служил военным корреспондентом в газетах Западного, Северо-Западного, Второго Белорусского фронтов. Во фронтовых газетах систематически появлялись стихотворные фельетоны и частушки Матусовского. Первая его песня «Вернулся я на родину», созданная совместно с композитором М. Г. Фрадкиным, прозвучала сразу же после окончания войны. Член ВКП(б) с 1945 года.
Во время войны вышли сборники стихов: «Фронт» (1942), «Когда шумит Ильмень-озеро» (1944).
В послевоенные годы вышли сборники и книги стихов и песен: «Слушая Москву» (1948), «Улица мира» (1951), «Всё, что мне дорого» (1957), «Стихи остаются в строю» (1958), «Подмосковные вечера» (1960), «Как поживаешь, Земля» (1963), «Не забывай» (1964), «Тень человека. Книга стихотворений о Хиросиме, о её борьбе и её страданиях, о её людях и её камнях» (1968), «Это было недавно, это было давно» (1970), «Суть: стихи и поэмы» (1979), «Избранные произведения в двух томах» (1982) и многие другие. В 1977—1978 годах написал автобиографическую повесть «Семейный альбом», которая была опубликована в 1983 году.

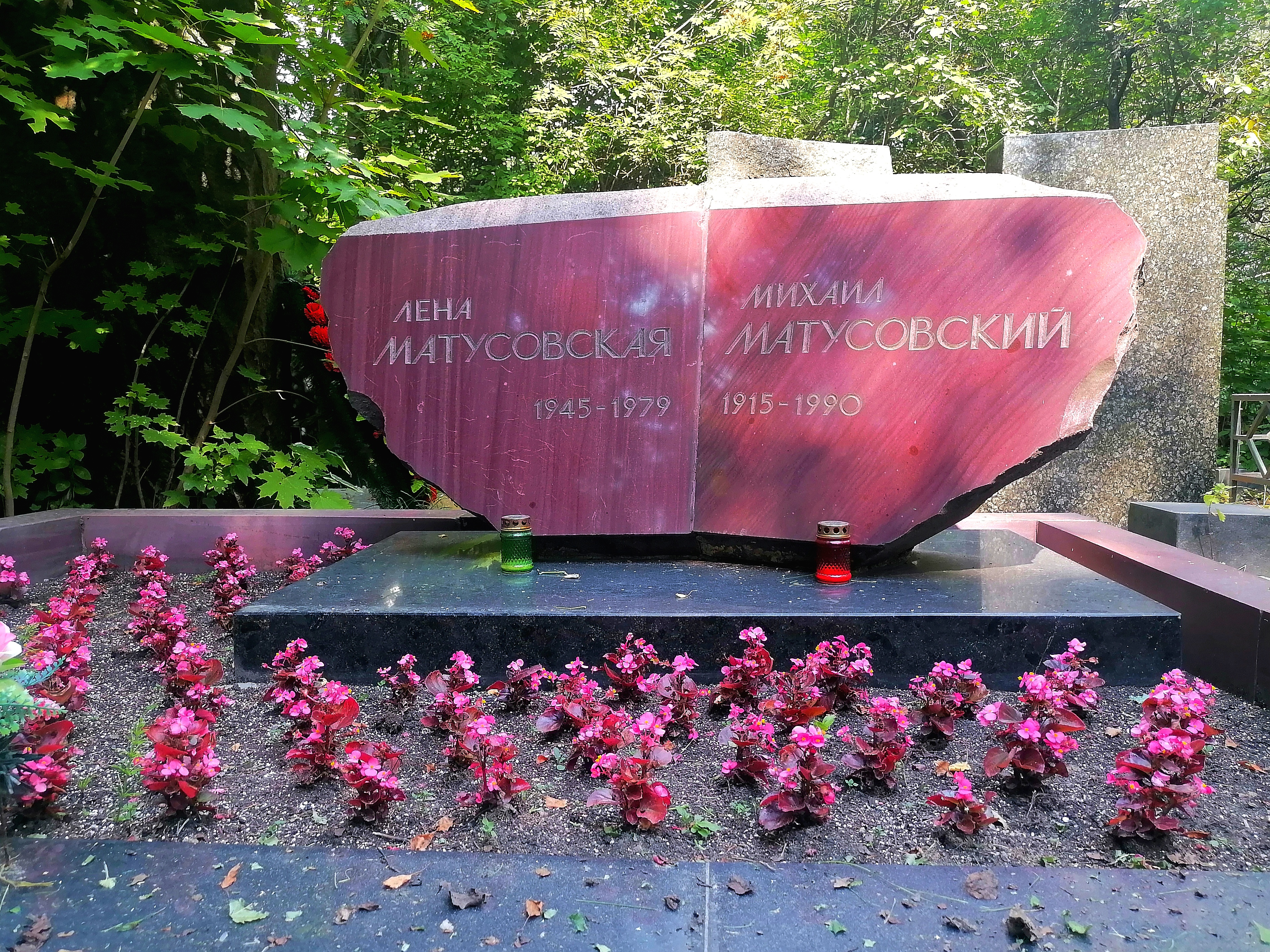
Семейное захоронение Матусовских на Кунцевском кладбище

Скончался 6 июля 1990 года на 75-м году жизни. Похоронен на Кунцевском кладбище (10 уч.) рядом с могилой его дочери Лены.

## Семья
Жена (5 мая 1943—1990) — Евгения Акимовна Матусовская (урождённая Герцик, 1917—2015, Санта-Моника), окончила юридический факультет.
Дочь — Елена Матусовская (1945—1979), искусствовед-американист, художница, поэтесса, кандидат искусствоведения (1978). Книги Елены Матусовской «Эдвард Хоппер» (1977), «Американская реалистическая живопись. Очерки» и «Стихи и письма» (1994) были изданы посмертно. Внук Георгий Матусовский (род. 1971) был усыновлён Михаилом Матусовским и его женой Евгенией Акимовной, живёт в Москве.
Дочь Ирина (род. 1950) — врач, специалист по восточной медицине, живёт в Лос-Анджелесе, внучка Женя Гершман (род. 1975) — художница.

## Фильмография
Автор стихов песен в фильмах:
- 1951— «Мы за мир»
- 1954 — «Верные друзья»
- 1954 — «Весёлые звёзды»
- 1954 — «Запасной игрок»
- 1954 — «Испытание верности»
- 1955 — «Сын»
- 1956 — «В дни Спартакиады», документальный
- 1956 — «Весна на Заречной улице»
- 1957 — «Огненные вёрсты»
- 1958 — «Матрос с «Кометы»»
- 1958 — «Идиот»
- 1959 — «Парад в Тушино», хроникально-документальный
- 1959 — «Солнце светит всем»
- 1959 — «Айна»
- 1959 — «Неподдающиеся»
- 1961 — «Академик из Аскании»
- 1961 — «Девчата»
- 1961 — «В трудный час»
- 1963 — «Встреча на переправе»
- 1964 — «Зелёный дом»
- 1964 — «Весенние хлопоты»
- 1964 — «Тишина»
- 1965 — «Друзья и годы»
- 1965 — мультфильм «Песня летит по свету»
- 1968 — «Щит и меч»
- 1969 — «На пути в Берлин»
- 1969 — «Каждый вечер в одиннадцать»
- 1970 — «Переступи порог»
- 1970 — «Море в огне»
- 1971 — «Разрешите взлёт!»
- 1971 — «Мировой парень»
- 1971 — «Инспектор уголовного розыска»
- 1972 — «Возвращение к жизни»
- 1972 — «Опасный поворот»
- 1972 — За всё в ответе
- 1973 — «Здесь наш дом»
- 1973 — «Я служу на границе»
- 1973 — мультфильм «Аврора»
- 1975 — «Долгие вёрсты войны»
- 1975 — «Назначаешься внучкой»
- 1975 — «Фронт без флангов»
- 1976 — «Дни Турбиных»
- 1977 — «Фронт за линией фронта»
- 1977 — «Блокада»
- 1978 — «Близкая даль»
- 1978 — «Время выбрало нас»
- 1978 — «Встреча в конце зимы»
- 1978 — «И снова Анискин»
- 1978 — мультфильм «Кто получит ананас?»
- 1978 — «Любовь моя, печаль моя»
- 1978 — «Последний шанс»
- 1978—1979 — «След на Земле»
- 1979 — «Арктическая повесть»
- 1979 — «Задача с тремя неизвестнымит»
- 1979 — «Время выбрало нас»
- 1979 — «Крутое поле»
- 1980 — «Корпус генерала Шубникова»
- 1980 — «Чрезвычайные обстоятельства»
- 1981 — «Контрольная по специальности»
- 1981 — «Они были актёрами»
- 1981 — «Фронт в тылу врага»
- 1982 — «Варварин день»
- 1982 — «Владивосток, год 1918»
- 1983 — «Водитель автобуса»
- 1983 — «Здесь твой фронт»
- 1983 — «Одиноким предоставляется общежитие»
- 1983 — «Я вас дождусь»
- 1984 — «Время и семья Конвэй»
- 1984 — «Репортаж с линии фронта»
- 1986 — «Семь криков в океане»
- 1985 — «Тайная прогулка»
- 1986 — «Семь криков в океане»
- 1988 — «В связи с переходом на другую работу»
- 1990 — «Мышеловка»

сценарист
- 1961 — Рабиндранат Тагор
- 1963 — Мелодии Дунаевского
- 1963 — О чём ты думаешь, солдат?

Участие в фильмах
- 1964 — Я — кинолюбитель[22]
- 1971 — Поговорить нам необходимо…
- 1987 — Всё, что на сердце у меня…

## В театре
Слова песен в спектаклях:
- 1959 — Весёлые скрипки
- 1972 — Сталевары
- Продолжение

## Память

Памятник Матусовскому в Луганске

Памятник Матусовскому установлен в Луганске, на Красной площади возле Луганского государственного института культуры и искусств (с апреля 2012 года — Луганская государственная академия культуры и искусств) 15 сентября 2007 года.
Межрегиональным союзом писателей учреждена литературная премия им. Михаила Матусовского, предназначенная для русскоязычных поэтов.

Очень символично, что памятник установлен возле Луганского государственного института культуры и искусств. Это тихий уголок на Красной площади, среди елей и каштанов, защищённый от шума и суеты. Студенты института каждый день проходят мимо этого места и образ поэта как бы присутствует среди них. Сам памятник так же отображает любимый уголок поэта, стоящего возле скамейки, на которой лежит открытая книга. Голуби, не боясь присутствия Михаила Львовича, мирно воркуют рядом. Фонарный столб, изрезанный надписями с установленным на нём громкоговорителем, символизирует военное время, на которое пришлось творчество Михаила Львовича. Сам поэт как будто замер на мгновение, сочиняя новую строку..
Поэт М. Л. Матусовский изображен на первой почтовой марке ЛНР.
В честь поэта назван астероид главного пояса (2295) Матусовский, открытый 19 августа 1977 года советским астрономом Н. С. Черных в Крымской астрофизической обсерватории.
В Москве 2 июля 2009 года в районе «Аэропорт» открыта мемориальная доска поэту Михаилу Львовичу Матусовскому по адресу: ул. Черняховского, дом 5, корпус 1.
С ноября 2014 года Луганская государственная академия культуры и искусств носит имя М. Л. Матусовского.

## Награды и премии
- Государственная премия СССР (1977) — за стихи последних лет
- орден Октябрьской Революции (16 ноября 1984 года) — за заслуги в развитии советской литературы и в связи с 50-летием образования Союза писателей СССР[25]
- два ордена Отечественной войны I степени (05.06.1945; 06.04.1985);
- два ордена Трудового Красного Знамени;
- орден Красной Звезды (29.04.1942);
- медали.
- Почётный гражданин Луганска с апреля 1987 года[26].

## Сочинения

### Поэзия
- Луганчане: Книга стихов и прозы [о гражд. войне в Луганске] / М. Матусовский, Константин Симонов. — Москва: Советский писатель, 1939. — 120 с.
- Моя родословная: стихи. — М.: Советский писатель, 1940. — 80 с.
- Фронт: Книга стихов. — Москва: Советский писатель, 1942. — 25 с.
- Фронтовые стихи: [Сборник]. — [Б. м.]: газета «Красноармейская правда». Действующая армия. Зап. фронт. — Кн. 1. —1941. — 106 с. — (Библиотечка газеты «Красноармейская правда»).
- Фронтовые стихи: [Сборник]. — [Б. м.]: газета «Красноармейская правда». Действующая армия. Зап. фронт. — Кн. 2. —1942. — 45 с. — (Библиотечка газеты «Красноармейская правда»).
- Песня об Айдогды Тахирове и его друге Андрее Савушкине. — Ашхабад: ТуркменОГИЗ, 1943. — 28 с.
- Когда шумит Ильмень-озеро: стихи. — Москва: Советский писатель, 1944. — 72 с.
- Стихи. — Москва: Правда, 1946 (тип. им. Сталина). — 47 с. — (Библиотека «Огонёк», № 17).
- Слушая Москву [Текст]: Стихи. — [Москва]: изд-во и тип. изд-ва «Московский рабочий», 1948. — 179 с. с заставками
- Улица мира: Стихи. — Москва: Советский писатель, 1951. — 128 с.
- Всё, что мне дорого: Стихи и песни. — Москва: Советский писатель, 1957. — 118 с.
- Подмосковные вечера: Стихи и песни / [Грав.: Н. Калита]. — Москва: Детгиз, 1960. — 111 с. — (Поэтическая б-ка школьника).
- Как поживаешь, Земля?: Книга стихов и песен. — [Москва]: [Сов. писатель], [1963]. — 163 с.;
- Не забывай: Песни. — Москва: Воениздат, 1964. — 182 с.
- Тень человека. Книга стихотворений о Хиросиме, о её борьбе и её страданиях, о её людях и её камнях. — М.: Советский писатель, 1968. — 92 с.
- Это было недавно, это было давно…: Стихи / [Предисл. П. Антокольского]. — Москва: Художественная литература, 1970. — 272 с.
- Суть: Стихи и поэмы. — М.: Советский писатель, 1979. — 263 с.
- Избранные произведения: В 2 томах — М., 1982
- Семейный альбом. — Москва: Советский писатель, 1983. — 432 с.
- Стихотворения. Песни. — М.: Художественная литература, 1986. — 405, [1] с. — (БСП: Библиотека советской поэзии)
- Горечь: Книга стихотворений. — М.: Советский писатель, 1992. — 190, [2] с. — ISBN 5-265-01900-6.
- Такая короткая долгая жизнь: [стихи и песни]. — Москва: РОЙ, 1995. -— 174, [1] с. — ISBN 5-89956-042-8.
- Строки из горячего тонира: Стихи / Михаил Матусовский; В пер. на арм. яз. С. Капутикян; [Вступ. ст. В. Давтяна]. — Ереван: Советакан грох, 1988. — 141, [1] с. — ISBN 5-550-00131-4.
- Строки из горячего тонира (цикл стихотворений об Армении)[27]

### Известные песни
- «А туман на луга ложится» (муз. В. Баснера) — исп. Эдуард Хиль
- «Ах, какие сегодня зарницы» (муз. В. Баснера) — исп. Эдуард Хиль
- «Баллада о солдате» (муз. В. Соловьёва-Седого) — исп. Сергей Захаров, Эдуард Хиль
- «Баллада о фронтовом кинооператоре» (муз. В. Баснера) — исп. Герман Орлов
- «Берёзовый сок» (муз. В. Баснера) — исп. Леонид Борткевич (ВИА «Песняры»)
- «Была судьба» (муз. В. Баснера) — исп. Галина Ковалёва, Эдуард Хиль, Любовь Исаева
- «В дни войны» (муз. А. Петрова) из к/ф «Батальоны просят огня» — исп. Николай Караченцов
- «В этот праздничный час» (муз. И. Дунаевского) — исп. Любовь Казарновская
- «Вернулся я на Родину» (муз. М. Фрадкина) — исп. Юрий Богатиков
- «Вечер вальса» (муз. И. Дунаевского) — исп. Георгий Виноградов
- «Вместе весело шагать» (муз. В. Шаинского) из к/ф «И снова Анискин» — исп. Большой Детский хор Гостелерадио п/у Виктора Попова, солист — Дима Голов
- «Вологда» (муз. Б. Мокроусова) — наиболее известна в исполнении Анатолия Кашепарова (ВИА «Песняры», 1976). Написана в 1956 году, первый исполнитель — Владимир Нечаев, позже передана авторами для спектакля «Белые облака» (Малый театр, 1966, реж. Е. Р. Симонов, исполнитель — Михаил Новохижин[28])
- «Грузовичок-фронтовичок» (муз. В. Баснера) — исп. Лев Барашков
- «Дорожная песенка» (муз. В. Баснера) — исп. Эдуард Хиль
- «И только потому мы победим» (муз. В. Баснера) — исп. Иосиф Кобзон, Эдуард Хиль
- «Идёт влюблённый человек» (муз. О. Фельцмана) — исп. Георг Отс
- «Идёт рабочий класс» (муз. В. Баснера) — исп. Академический Большой хор Гостелерадио
- «Как, скажи, тебя зовут» (1974) (муз. В. Баснера) — исп. Эдуард Хиль
- «Крейсер „Аврора“» (муз. В. Шаинского) из м/ф «Аврора» (реж. Р. Качанов) — исп. Большой Детский хор Гостелерадио п/у Виктора Попова
- «Крестики — нолики» (муз. В. Баснера) — исп. Таисия Калинченко и Эдуард Хиль
- «Летите, голуби, летите…» (муз. И. Дунаевского) — исп. Большой Детский хор Гостелерадио
- «Лодочка» (муз. Т. Хренникова) — исп. Валентина Толкунова (первый исполнитель — Виталий Копылов, к/ф «Верные друзья»)
- «Махнём не глядя» (муз. В. Баснера) — исп. Виталий Копылов
- «Мне вспомнились снова» (муз. В. Баснера) — исп. Павел Кравецкий
- «Московские окна» (муз. Т. Хренникова) — исп. Иосиф Кобзон
- «Моя родимая земля» (муз. В. Баснера) — исп. Павел Кравецкий
- «Мы дети военной поры» (муз. В. Баснера) — исп. Детский хор Ленинградского Радио и ТВ
- «На безымянной высоте» (на музыку Вениамина Баснера) из к/ф «Тишина» (реж. В. Басов) — исп. Юрий Гуляев, Лев Барашков, Юрий Богатиков, Эдуард Хиль.
- «Не ищите ландышей в месяце апреле» (муз. В. Баснера) — исп. Людмила Сенчина
- «Незабытая песня» (муз. М. Блантера) — исп. Юрий Гуляев, Алибек Днишев
- «Ночь за стеной» (муз. В. Баснера) из к/ф «Возвращение к жизни» — исп. Александр Хочинский
- «Ну почему ко мне ты равнодушна» (муз. В. Шаинского) из к/ф «И снова Анискин» — исп. Андрей Миронов (первый исполнитель — Юрий Пузырёв)
- «О „Шарике“ родном» (муз. С. Каца) — исп. Виктор Селиванов
- «Один на один» (муз. В. Баснера) из к/ф «3 % риска» — исп. Александр Хочинский
- «Песня о гудке» (муз. Э. Колмановского) — исп. Алексей Покровский (1974)
- «Песня о дружбе» или «Верные друзья» (муз. Т. Хренникова) из к/ф «Верные друзья» — исп. Александр Борисов, Василий Меркурьев и Борис Чирков
- «Песня парка»[29]
- «Пилот не может не летать» (муз. В. Баснера) — исп. Эдуард Хиль
- «Пишите нам, подружки» (муз. И. Дунаевского) из к/ф «Испытание верности» — исп. Михаил Киселёв
- «Пограничная застава» (муз. В. Баснера) из к/ф «Я служу на границе» — исп. Эдуард Хиль
- «Подмосковные вечера» (на музыку Василия Соловьёва-Седого) — исп. Владимир Трошин
- Пароходы (на муз. В. Шаинского) из к/ф И снова Анискин — исп. Люсьена Овчинникова
- «Позывные» (муз. В. Шаинского) из к/ф «И снова Анискин» — исп. Иосиф Кобзон
- «Поле Куликово» (муз. Т. Хренникова) — исп. Иосиф Кобзон
- «Поручение» (муз. И. Дунаевского) из к/ф «Испытание верности» — исп. Геннадий Каменный
- «Прощайте, голуби» (муз. М. Фрадкина) — исп. В. Толкунова и группа Большого Детского хора Гостелерадио СССР
- «Романс Лапина» («Что так сердце растревожено») (муз. Т. Хренникова) из к/ф «Верные друзья» — исп. Александр Борисов
- «С чего начинается Родина» (муз. В. Баснера) из к/ф «Щит и меч» (реж. В. Басов) — исп. Марк Бернес
- «Сиреневый туман» (муз. Я. Сашина) — исп. Владимир Маркин
- «Скворцы прилетели» (муз. И. Дунаевского)
- «Солдат — всегда солдат» (муз. В. Соловьёва-Седого) — исп. Краснознамённый ансамбль им. Александрова
- «Старый клён» (муз. А. Пахмутовой) из к/ф «Девчата» — исп. Люсьена Овчинникова и Николай Погодин, Алла Абдалова и Лев Лещенко, Ирина Бржевская и Иосиф Кобзон
- «Та река, где ты родился» (муз. В. Баснера) — исп. Людмила Сенчина и Эдуард Хиль
- «Танго» или «Есть у тебя талант» (муз. В. Баснера) — исп. Андрей Миронов
- «Ты и я» (муз. В. Баснера) — исп. Валентина Толкунова и Леонид Серебренников
- «Хорошие девчата» (муз. А. Пахмутовой) из к/ф «Девчата» — исп. Лариса Долина, Ирина Отиева и группа «Фабрика».
- «Целую ночь соловей нам насвистывал» (муз. В. Баснера) из к/ф «Дни Турбиных» — исп. Людмила Сенчина
- «Чёрное море моё» («…Самое синее в мире, Чёрное море моё…») (муз. О. Фельцмана) — исп. Георг Отс
- «Школьный вальс» («Давно, друзья весёлые, простились мы со школою…») (муз. И. Дунаевского) — исп. В. Бунчиков, Мария Пахоменко
- «Это было недавно» (муз. В. Баснер) из к/ф «Друзья и годы» — исп. Олег Анофриев